# Quercus castaneifolia
Quercus castaneifolia, el roble persa o roble hoja de castaño, es una especie fanerógama de roble en la sección turca de robles Quercus sect. Cerris. Es nativo del Cáucaso y las montañas Alborz de Irán, y su apariencia  mantiene similitudes con su pariente el roble turco. 

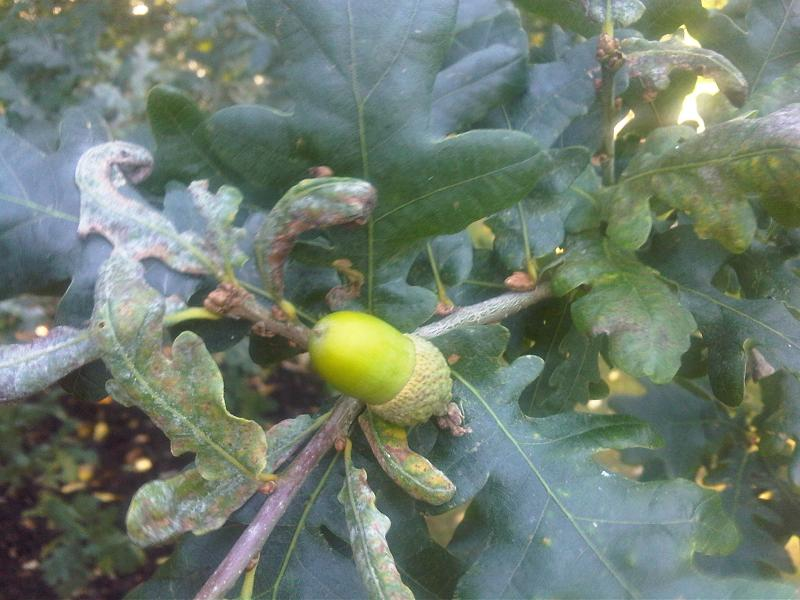
Frutos

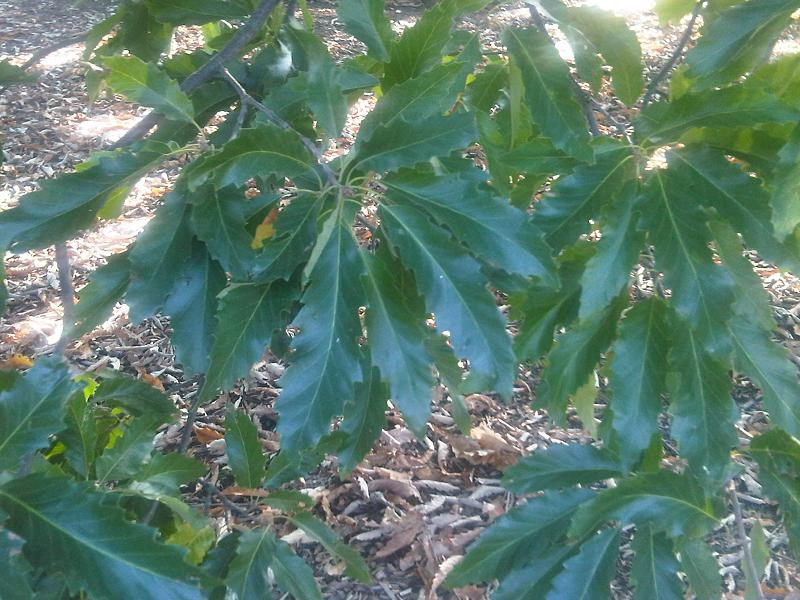
Detalle de las hojas

## Descripción
Es un árbol caducifolio, creciendo hasta 35 m de alto, con un tronco de un diámetro  hasta de 2,5 m (excepcionalmente hasta 50 m de alto con un tronco de diámetro de hasta 3,5 m).
Las hojas son 10 a 20 cm de largo y 3 a 5 cm de ancho, con 10 a 15 pequeños, lóbulos triangulares regulares en cada lado. 
Flores son amentos polinizados por el viento; el fruto es una bellota, madurando cerca de 18 meses después de la polinización, de 2 a 3 cm de largo y de 1,5 de 2 cm de anchura, bicolor con una mitad básica anaranjada a una extremidad verde-marrón; la taza de la bellota es de 2 cm profundamente, cubierta densamente con unas cerdas suaves de 4 a 8 milímetros de largo. 
Las bellotas son muy amargas, pero se las comen los grajos y las palomas; las ardillas las comen generalmente solamente cuando otras fuentes de alimento se han agotado.

### Cultivo
Fue introducido en las colecciones de Inglaterra en 1846, pero actualmente pese a crecer vigorosamente tiene una presencia escasa. Un espécimen de árbol de la introducción original se encuentra en el Real Jardín Botánico de Kew.
El cultivar de Quercus castaneifolia 'Green Spire' es muy apreciado por su porte erecto.

## Taxonomía
Quercus castaneifolia fue descrita por  Carl Anton von Meyer    y publicado en Verzeichness der Pflanzen des Caspischen Meeres 44. 1831.
Etimología
Quercus: nombre genérico del latín que designaba igualmente al roble y a la encina.
castaneifolia: epíteto latino que significa "con las hojas de Castanea"
Sinonimia
- Quercus aegilops var. castaneifolia  (C.A.Mey.) K.Koch, Linnaea 22: 329 (1849).
- Quercus aitchisoniana A.Camus, Chênes, Atlas, Atlas 1: 45 (1934).
- Quercus sintenisiana O.Schwarz, Notizbl. Bot. Gart. Berlin-Dahlem 12: 468 (1935).[5]